# Marie-Anne Couperin
Pour les articles homonymes, voir Couperin.
Marie-Anne Couperin, née le 11 novembre 1677 à Paris, est une organiste et claveciniste française.

## Biographie
Née le 11 novembre 1677 à Paris, elle est baptisée à l'église Saint-Louis-en-l'Isle le 14 du même mois. Elle est la fille de François Couperin et la sœur de Marguerite-Louise Couperin. Elle a pour parrain François II Couperin, son cousin. Religieuse à l'abbaye de Maubuisson, elle devient organiste de son couvent.